# Мишутино (Даниловский район)
Мишу́тино — упразднённая в 2000 году деревня в Даниловском районе Ярославской области России. Входила на год упразднения в Ермаковский сельсовет.
Ныне урочище на территории Ермаковского сельского округа в рамках административно-территориального устройства.

## География
Находится в 40 км от Данилова.

## История
Упразднена официально Постановлением Государственной Думы Ярославской области от 28 ноября 2000 года № 148 «Об исключении из учётных данных населённых пунктов Даниловского района Ярославской области».

## Население
| 2007 | 2010 |
| ---- | ---- |
| 194  | ↘186 |

## Инфраструктура
Было развито личное подсобное хозяйство.

## Транспорт
В 10 км проходит автомобильная дорога Череповец-Данилов.